# Federació Nacional de Dones Índies
La Federació Nacional de Dones Índies és una organització de dones de l'Índia, l'ala femenina del Partit Comunista de l'Índia. Va ser creada el 4 de juny de 1954 per diversos líders del Mahila Atma Raksha Samiti, entre les quals es trobava Aruna Asaf Ali.
Annie Raja n'és l'actual secretària general i Aruna Roy n'és l'actual presidenta.

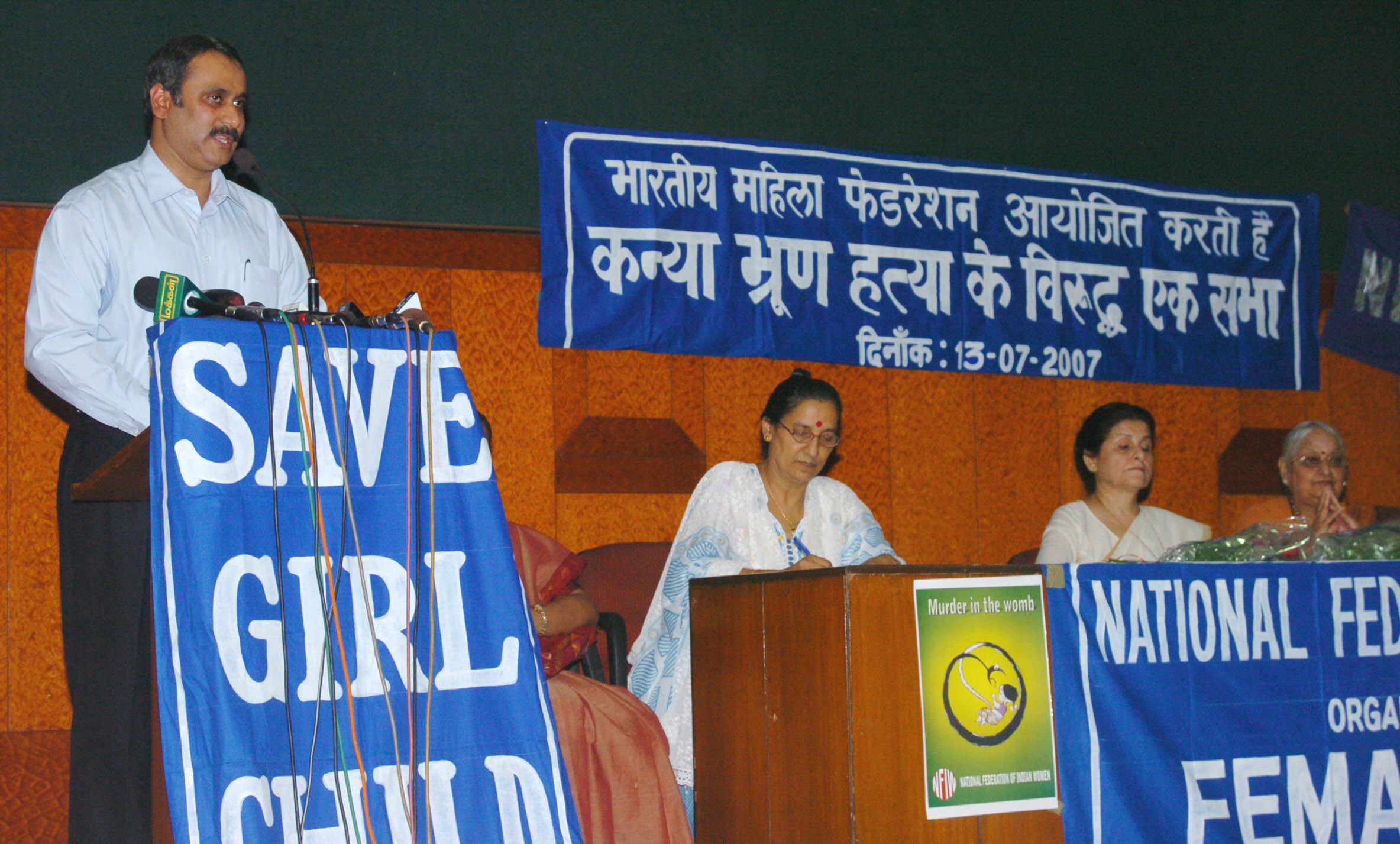
La ministra de Salut i Benestar de la Família de la Unió, la doctora Anbumani Ramadoss, en un programa sobre el feticidi femení, organitzat per la Federació Nacional de Dones Índies, a Nova Delhi el 13 de juliol de 2007.

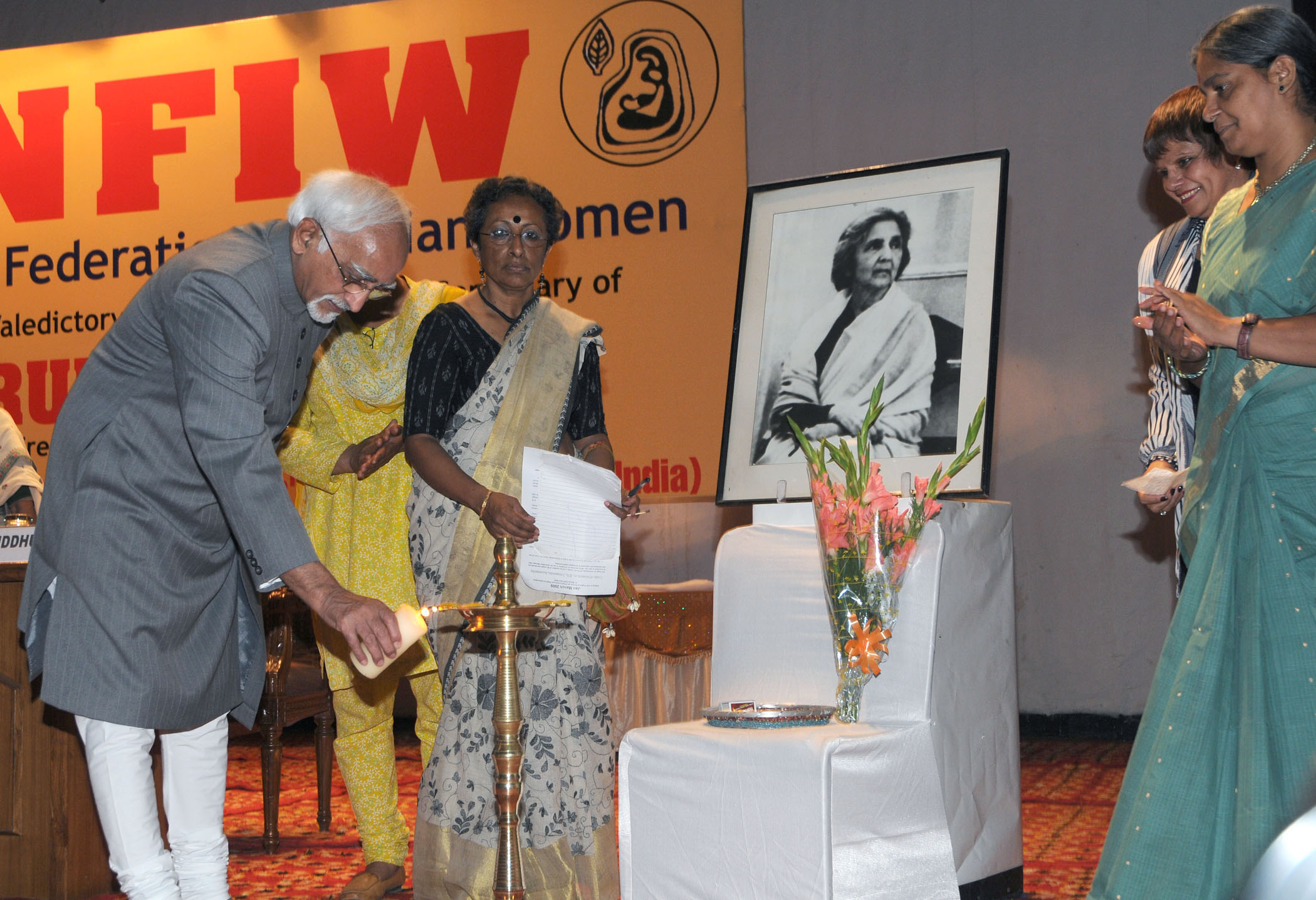
Mohd. Hamid Ansari encenent el llum a la cerimònia de commemoració del centenari del naixement de la difunta Smt. Aruna Asaf Ali, organitzada per la Federació Nacional de Dones Índies, a Nova Delhi el 16 de juliol de 2009

## Història
El primer Congrés de la NFIW (Calcuta, 4 de juny de 1954) es va celebrar amb el teló de fons de la Guerra Freda i els pactes militars, donant una certa intensitat a la seva declaració d'"oposició inquebrantable als armaments a gran escala, a les armes de destrucció massiva com la bomba d'hidrogen, la bomba atòmica i les armes bacteriològiques".
Inspirades per la visió de les dones d'arreu del món que s'unien contra l'imperialisme, la pobresa i la malaltia, figures destacades com Vidya Munshi, Ela Reid, Hajrah Begum, Anna Mascarene, Renu Chakravartty, Tara Reddy, Shanta Deb i Anasuya Gyanchand van participar en les reunions de la Federació Democràtica Internacional (WIDF), la Conferència Mundial de Mares (Lausana, 1955), la Conferència de Dones Afroasiàtiques (El Caire, 1961), l'aniversari de la victòria del Vietnam (Ciutat Ho Chi Minh, 1977), etc.
Des de Vijaywada a Andhra Pradesh, l'any 1957, la presidenta de la NFIW, Pushpamayee Bose, va fer una crida entusiasta: "Nosaltres, les dones de la Federació declarem que no volem la guerra, ni aquí ni enlloc del món... Exigim a les grans potències, no només aturar totes les proves nuclears, sino el cessament de totes les guerres pel bé del món: els demanem que no malgastin els seus homes, diners i cervells en la preparació de la guerra, sinó que els utilitzin per al benestar dels seus països".
Moltes organitzacions de dones es van unir a NFIW, amb l'objectiu comú de garantir els drets de les dones. A la conferència de fundació el 1954, 39 organitzacions ja s'hi havien sumat, donant lloc a l'afiliació de gairebé 1,3 mil dones de camperols, obrers, tribals, dalits i refugiats a professionals, artistes i intel·lectuals. Les organitzacions constituents incloïen Mahila Atma Raksha Samiti (MARS, Bengala Occidental), Punjab Lok Istri Sabha, Nari Mangal Samiti (Orissa) i Manipur Mahila Samiti.

## Presidentes
1. Pushpamoyee Bose (1954-1957)
2. Anusuya Gyanchand (1957-1962)
3. Kapila Khandvala (1962-1967)
4. Aruna Asaf Ali (1967-1986)
5. Dr. Nirupama Rath (1986-1994)
6. Deena Pathak (1994-2002)
7. Dra. K. Saradamoni (2002-2008)
8. Aruna Roy (2008 - fins a la data)

## Secretàries Generals
1. Anusuya Gyan Chand (1954-1957)
2. Hajrah Begum (1954-1962)
3. Renu Chakravartty (1962-1970)
4. Vimla Farooqui (1970-1991)
5. Tara Reddy (1991-1994)
6. G. Sarla Devi (1994-1999)
7. Amarjeet Kaur (1999-2002)
8. Sehba Farooqui (2002-2005)
9. Annie Raja (2005 - fins a la data)